# IC 3611
IC 3611 је спирална галаксија у сазвјежђу Береникина коса која се налази на листи објеката дубоког неба у Индекс каталогу.
Деклинација објекта је + 13° 21' 51" а ректасцензија 12h 39m 4,1s. Привидна величина (магнитуда) објекта IC 3611 износи 13,1 а фотографска магнитуда 14,0. IC 3611 је још познат и под ознакама UGC 7817, MCG 2-32-164, CGCG 70-202, VCC 1778, NPM1G +13.0313, PGC 42307.